# Urechis
Urechis (лат.) — род морских червей из подкласса эхиурид (Echiura). Типовой вид — Urechis chilensis (Diesing, 1859).

## Строение
Хоботок очень сильно редуцирован. Дистальная часть средней кишки сильно увеличена и выполняет функцию дыхательной камеры, вода поступает в нее и выходит из нее через задний проход. Передняя кишка очень длинная и содержит желудок. Раздельнополы. Полового диморфизма нет. Продольная мускулатура стенки тела лежит между наружным слоем циркулярных и самым внутренним слоем фасцикулированных косых мышц. Две вентральные щетинки, соединенные мощной межбазальной мышцей, и один круг изогнутых анальных щетинок. Внутри перед щетинками располагаются парные дорсо-вентральные мышцы. Кровеносная система отсутствует. Две-три пары гонодуктов с длинными, спирально закрученными гоностомальными губами. Анус эксцентрично расположен по отношению к заднему кольцу щетинок. Анальные везикулы представляют собой большие мешочки.

## Распространение
Встречаются в Тихом и Атлантическом океанах от тропических до приполярных вод.

## Виды
На март 2024 года в род включают 4 вида:
- Urechis caupo Fisher & MacGinitie, 1928
- Urechis chilensis (Diesing, 1859)
- Urechis novaezealandiae (Dendy, 1898)
- Urechis unicinctus (Drasche, 1880)